# Darò un milione
Darò un milione è un film del 1935 diretto da Mario Camerini, scritto tra gli altri da Cesare Zavattini, al suo esordio cinematografico, a partire dal racconto Buoni per un giorno di Giacinto "Giaci" Mondaini e dello stesso Zavattini.
Segna il debutto della coppia Vittorio De Sica-Assia Noris, che reciteranno insieme in altre tre commedie di Camerini: Ma non è una cosa seria (1936), Il signor Max (1937) e I grandi magazzini (1939).

## Trama

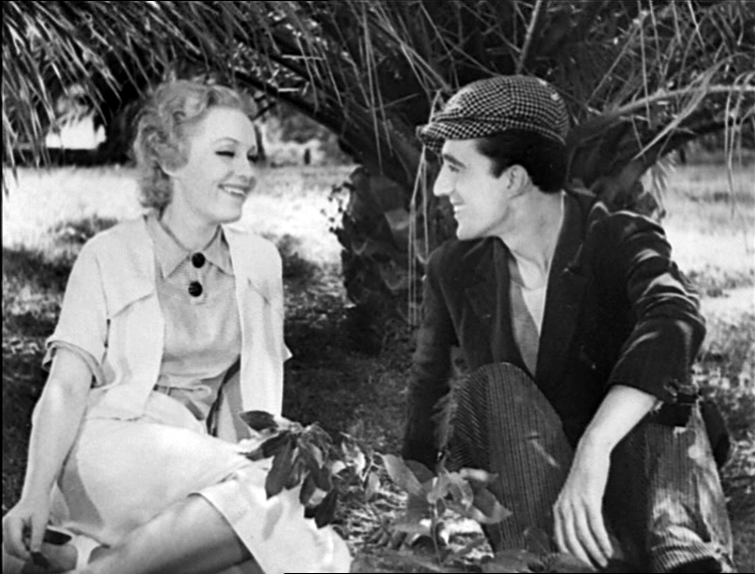
Assia Noris e Vittorio De Sica in una scena del film

Un milionario annoiato e stanco della vita, si traveste da povero e decide di offrire un milione a chi compirà un atto di bontà verso di lui. Nonostante il travestimento non riesce a trovare alcuna considerazione. Si commuove solo una ragazza, con la quale fiorisce un idillio.

## Produzione
Il film è stato girato negli stabilimenti della Cines, irreparabilmente distrutti quello stesso anno da un incendio.

## Distribuzione
Presentato alla terza edizione della Mostra del cinema di Venezia, ha vinto la Coppa del Ministero delle Corporazioni per il miglior film comico italiano. È stato presentato nuovamente a Venezia nel 2002 all'interno della retrospettiva dedicata ai settant'anni della Mostra.
Distribuito negli Stati Uniti nel 1937, nel 1938 ne è stato realizzato il remake hollywoodiano Chi vuole un milione? (I'll Give a Million), diretto da Walter Lang.

## Critica
Per Orazio Bernardinelli «il film è fresco spigliato, veloce, e corre alla conclusione senza lentezze e rallentamenti» (Il Messaggero, 31 agosto 1935). Per Mario Gromo è «un film intelligente come pochi, sia pure con qualche squilibrio e alcune incertezze, un film quasi sempre gustosissimo e talvolta piacevolissimo» (La Stampa, 31 agosto 1935).

## Riconoscimenti
- Mostra del cinema di Venezia 1935
  - Coppa del Ministero delle Corporazioni per il miglior film comico italiano